# إميليانو ري
إميليانو ري (بالإسبانية: Emiliano Rey)‏ هو لاعب كرة قدم أرجنتيني، ولد في 5 يناير 1975 في مار دل بلاتا في الأرجنتين. لعب مع الجامعي دي بيرو وبوكا جونيورز وديبورتيفو كالي ونادي أونيفرسيداد دي تشيلي ونادي برشلونة.